# Małgorzata Stolarska-Fronia
Małgorzata Stolarska-Fronia (hebräisch: מלגורצאתה סטולארסקה-פרוניה), geborene Stolarska, ist eine polnische Kunsthistorikerin und Mitarbeiterin beim Museum der Geschichte der polnischen Juden (hebr.: המוזיאון לתולדות יהודי פולין) in Warschau  sowie Kuratorin der Paradisus Iudeorum Galerie (Association of the Jewish Historical Institute of Poland).

## Leben
Małgorzata Stolarska-Fronia studierte jüdische Kultur und Sprachen an der Universität Breslau. 2008 promovierte sie mit einer Arbeit über die Kunst Breslauer Juden von der Zeit der Emanzipation bis 1933. Sie hat zahlreiche Buch-Beiträge und Fachartikel publiziert und hält auch öffentliche Vorträge. Ihr Schwerpunkt ist Kunst in der Zwischenkriegszeit, insbesondere der Expressionismus jüdischer Künstler, sowie Kunstraub und Arisierung. Zusammen mit Maciej Gugała konzipierte sie für das Jüdische Museum in Warschau eine virtuelle Bibliothek, die sie auf der internationalen Konferenz “Fons Largus. The Library as a Source of Inspiration” im Mai 2012 präsentierte.

## Schriften
- Behrmann Adolf. In: Żydzi Polscy. Historie niezwykłe. Demart, Warschau 2010, ISBN 978-83-7427-392-3, S. 31–32.
- Jewish art collectors from Breslau and thier impact on the city's cultural life at the end of the 19th and the beginning of the 20th century. 2011.
- Sztuka pod znakiem zapytania |problem tożsamości jako paradygmat w badaniach nad pojęciem sztuki żydowskiej i próbach jej legitymizacji przez krytykę artystyczną i historię sztuki późnego XX i XXI w. 2008.
- Sezonowe zmiany zasobów i podstawowych właściwości fizykochemicznych wód w małej zlewni nizinnej. 2008.
- Udział środowisk Żydów wrocławskich w artystycznym i kulturalnym życiu miasta od emencypacji do 1933 roku. 2008.
- Żydowskie symbole i motywy w sztuce Efraima Mojżesza Liliena |początki ikonografii syjonistycznej. 2003.
- Udział środowisk Żydów wrocławskich w artystycznym i kulturalnym życiu miasta (XIX w. - 1933). 2005.
- Udział środowisk Żydów wrocławskich w artystycznym i kulturalnym życiu miasta od emancypacji do 1933 roku. Wydawnictwo Neriton, Warszawa 2008. (deutsch: der-anteil-der-breslauer-juden-am-kulturellen-und-kuenstlerischen-leben-der-stadt-seit-ihrer-emanzipation-bis-zum-jahr-1933.)
- Jüdische Sammler und ihr Beitrag zur Kultur der Moderne/Jewish Collectors and Their Contribution to Modern Culture. In: Annette Weber (Hrsg.): Jüdische Sammler und ihr Beitrag zur Kultur der Moderne. (Internationales Symposium von 2007, das die Hochschule für Jüdische Studien und Prof. Dr. Raphael Rosenberg vom Zentrum für Europäische Kunstgeschichte der Ruprecht-Karls-Universität Heidelberg veranstaltet haben). Univ.-Verlag Winter, Heidelberg 2011, ISBN 978-3-8253-5907-2.